# 성북초등학교 (부산)
성북초등학교는 대한민국 부산광역시 부산진구에 있는 공립 초등학교이다.

## 학교 연혁
- 1945년 4월 1일: 부산성북초등학교 개교. 1951년 7월 제1회 졸업.  1970년 2월 제20회 졸업. 2019년 2월 제 69회 졸업.2022년 2월 제 72회 졸업.

## 참고 자료
- 성북초등학교 - 한국교육학술정보원 학교알리미